# Blake Clark
Pour les articles homonymes, voir Clark.
Blake Clark est un acteur et scénariste américain né le 2 février 1946 à Macon, en Géorgie (États-Unis).

## Filmographie

### Comme acteur
- 1983 : M*A*S*H: Goodbye, Farewell and Amen (TV) : 2d MP
- 1984 : Hot Flashes (série télévisée) : Al
- 1985 : Clair de lune (Moonlighting) (TV) : Newsstand Man
- 1985 : St. Elmo's Fire : Wally
- 1986 : Long Time Gone (TV) : Bartender
- 1987 : Women in Prison (série télévisée) : Assistant Warden Clint Rafferty
- 1989 : Fast Food : E.G. McCormick
- 1989 : Wired : Dusty Jenkins
- 1989 : Johnny belle gueule (Johnny Handsome) : Sheriff Monte
- 1991 : Le Vent sombre (The Dark Wind) : Ben Gaines
- 1992 : Le Cimetière oublié (TV) : W. D. Marshall
- 1992 : Shakes the Clown : Stenchy the Clown
- 1992 : Ladybugs : Coach Bull
- 1992 : Love Potion No. 9 : Motorcycle Cop
- 1992 : Toys : Hagenstern
- 1993 : Fatal Instinct de Carl Reiner : Milo Crumley
- 1994 : The Mask : Murray
- 1996 : Alone in the Woods : Sarge
- 1997 : Nothing to Lose : Gas Station Cashier
- 1998 : Tycus (vidéo) : Commander Scott
- 1998 : Waterboy (The Waterboy) : Farmer Fran
- 1999 : Valerie Flake : Uncle Jack
- 2000 : Critical Mass : Sheriff Borden
- 2000 : Intrepid : Wayne
- 2000 : Bread and Roses : Mr. Griffin
- 2000 : Little Nicky : Jimmy the Demon
- 2001 : Donut Men : Mr. Cellphone
- 2001 : Joe La Crasse (Joe Dirt) : Farmer Fran *see The Waterboy below
- 2001 : Corky Romano : Security Guard
- 2002 : Back by Midnight : Farmer
- 2002 : Les Aventures de Mister Deeds (Mr. Deeds) : Buddy Ward
- 2002 : Huit Nuits folles d'Adam Sandler : Radio Shack Walkie-Talkie (voix)
- 2003 : BachelorMan : Veteran Sportscaster
- 2003 : Intolérable Cruauté (Intolerable Cruelty) : Convention Secretary
- 2004 : Amour et amnésie (50 First Dates) : Marlin Whitmore
- 2004 : Ladykillers (The Ladykillers) : L'entraineur de Football
- 2005 : Earl (My name is Earl) - Saison 1, épisode 10 : le père de Joy
- 2008 : Saucisses à tout prix (Wieners) : M. Applebaum
- 2010 : Community (TV) : Coach Bogner
- 2010 : Toy Story 3 : Zigzag (Slinky Dog en VO) (voix)
- 2010 : Bonne chance Charlie (TV) : Uncle Mel
- 2010 : Toy Story 3: The Video Game (jeu vidéo) : Zigzag (Slinky Dog en VO) (voix)
- 2010 : Copains pour toujours : Bobby "Buzzer" Ferdinando
- 2011 : The Last Days (Son of Morning) de Yaniv Raz : Olde Fisherman
- 2019 : Toy Story 4 : Zigzag (Slinky Dog en VO) (voix)

### Comme scénariste
- 1990 : You're Right...I'm Sorry (TV)